# Jonker JS-1 Revelation
 (avril 2025).
Si vous disposez d'ouvrages ou d'articles de référence ou si vous connaissez des sites web de qualité traitant du thème abordé ici, merci de compléter l'article en donnant les références utiles à sa vérifiabilité et en les liant à la section « Notes et références ».
Dimensions
Jonker JS-1 Revelation est un planeur conçu et fabriqué en Afrique du Sud par la société Jonker Sailplanes.
Il a participé au championnat du monde 2010 où il arriva à la 2e et à la 4e places. Le 22 mars 2012, une version avec envergure poussée à 21 mètres effectua son premier vol. La modification de voilure a été faite par l'augmentation des saumons de voilure. La masse maximale passe à 710 kg, les ballasts extérieurs passent à 17 litres. Les performances annoncées sont pour 60 de finesse avec la charge alaire maximale de 58,7 kg/m2.

## Modèle 18 mètres

### Version JS-1B / JS-1C
La voilure est de forme elliptique, avec des winglets équipés de volets et d'ailerons sur toute son envergure. Elle est faite en 4 morceaux.
- Il y a un système de soufflage de la couche limite sur l'intrados qui est réalisé par 2 rangées de trous au niveau des volets pour réduire la trainée.
- Une version turbo est disponible avec la particularité que le moteur est un turboréacteur.

Le premier vol a eu lieu le 12 décembre 2006. La production commença en juillet 2012.

### Version JS-1C 18 EVO
L’étude de la version améliorée du JS-1C 18 EVO a commencé en octobre 2013. Cette évolution a consisté à une amélioration aérodynamique des extrémités de la voilure avec de nouveaux winglets de 3ème génération. L'une des nouvelles caractéristiques est une charge alaire maximale de 54 kg/m2.

## Modèle 21 mètres
Une nouvelle version, JS1C-21m, avec une extension de l'envergure de 3 mètres porte l'envergure à 21 mètres. Le premier vol de cette version fut réalisé le 22 mars 2012. 
Avec l'augmentation  de la charge alaire et de sa masse maximale à 720 kg. La jonction entre les voilures a été renforcée par la modification du longeron. Toutes les futures versions du JS1 seront compatibles avec les rallonges à 21 mètres. Les rallonges ont des ballasts de 17 litres indépendants avec ceux de la voilure et ils sont interconnectés avec ceux de la voilure et de la dérive. 

## Version
- JS-1 : Prototype de 18 mètres d’envergure
- JS-1B : Version de production de 18 mètres d'envergure
- JS-1C : Version avec une extension d'envergure à 21 mètres

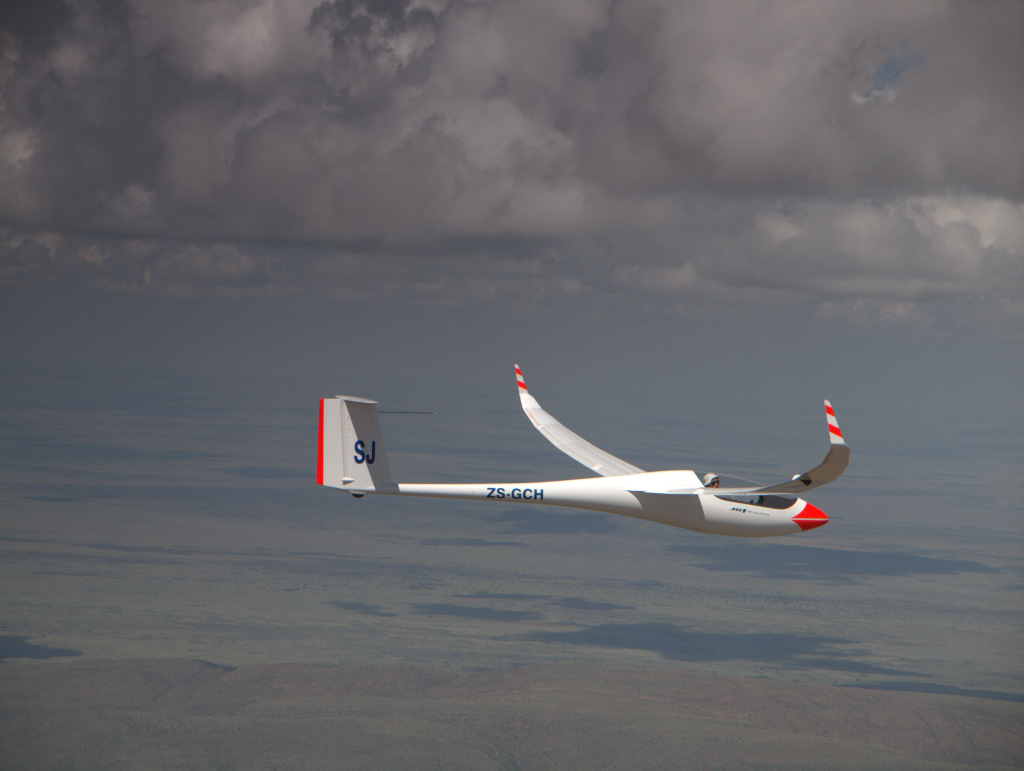

- JS-1C EVO-18